# Capanna Bovarina
Die Capanna Bovarina (deutsch Bovarinahütte) ist eine Schutzhütte in der Ortschaft Campo (Blenio) im Val di Campo im Kanton Tessin in den Lepontinischen Alpen auf einer Höhe von 1870 m ü. M.

## Geschichte und Beschreibung
Die Bovarinahütte wurde 1971 eingeweiht und 1997 komplett modernisiert. Sie gehört der Sektion Bellinzona der Unione Ticinese Operai Escursionisti (UTOE) unter dem Dachverband Federazione Alpinistica Ticinese (FAT).
Die Hütte besitzt drei Geschosse mit zwei Speisesälen für insgesamt 60 Personen. Die Küche hat einen Holz- und Gasherd und elektrische Beleuchtung.
Im Erdgeschoss befinden sich Toiletten, Duschen mit Warmwasser (gegen Gebühr) und ein Schuhraum mit angrenzendem Trockenraum. Im ersten Stock hat es zwei Aufenthalts- und Speisesäle mit 50 Sitzplätzen, zwei Holzöfen, Bücher, Zeitschriften und verschiedenen Spielen für Kinder. Im Obergeschoss befinden sich vier Zimmer mit insgesamt 42 Betten, davon drei mit 8 Betten und eines mit 18 Liegeplätzen. Alle Betten sind mit nordischen Bettdecken ausgestattet (Seiden- oder Baumwollschlafsack ist obligatorisch).
Es hat das ganze Jahr fliessend Wasser. Die Hütte ist besonders für Winterkurse und Jugendwochen geeignet, auch nach starken Schneefällen. In Abwesenheit des Hüttenwarts stehen Holz- und Gaskochfelder mit Küchenutensilien zur Verfügung.

## Hüttenzustiege mit Gehzeit
- Von der Alpe Predasca (1742 m ü. M.) in 30 Minuten
- Von Campo (Blenio) (1216 m ü. M.) in 2 ½ Stunden (Schwierigkeitsgrad T2).
- Vom Lukmanierpass (1915 m ü. M.) in 2 ½ Stunden (T2).

Der Lukmanierpass ist während der Sommersaison mit öffentlichen Verkehrsmitteln erreichbar.

## Wanderungen
- Lago Retico (2372 m ü. M.) in 1 ½ Stunden (T2).
- Passo di Ganna Negra (2433 m ü. M.) in 2 Stunden (T2)

## Aufstiege
- La Bianca (2893 m ü. M.) in 3 ½ Stunden
- Pizzo di Cadrèigh (2505 m ü. M.) in 2 ½ Stunden
- Scopí (3190 m ü. M.) in 2 ½ Stunden
- Cima di Garina (2780 m ü. M.) in 3 Stunden

## Übergänge zu Nachbarhütten
- Capanna Dötra in 2 ½ Stunden
- Capanna Cadagno in 4 ½ Stunden
- Capanna Scaletta in 5 Stunden
- Capanna Cadlimo in 6 Stunden

## Aktivitäten
Das Gebiet gerade südlich des Alpenhauptkamms eignet sich für Wanderungen, Trekkings, Ski- und Schneeschuhtouren. Die Hütte ist Zwischenstation bei Trekkings zwischen der Greina und der Region rund um Lukmanier und Ritomsee.